# Brain Damage (canción de Eminem)
"Brain Damage" (del inglés Daño cerebral) es una canción del rapero estadounidense Eminem de su álbum de 1999 The Slim Shady LP. Es una de las canciones polémicas del álbum, donde habla de lo que sufría cuando era adolescente y las agresiones vengativas que hizo después de estas.
En la versión editada (clean) del álbum, se bloquéan las groserías y palabras fuertes de la canción, en las que se encuentran "fuck", "drugs", "bitch" y "cunt".

## Letra
La canción trata sobre la vida de Eminem cuando era un niño y adolescente, demostrando en la letra que a esa edad sufrió de un extremo acoso escolar. Desde que era pequeño se aprovechaban de él por ser más pequeño y débil que los otros, incluyendo a sus profesores y directores que igualmente lo dejaban exhausto. Debido a tal desesperación que le causó el acoso de un adolescente que lo golpeó duramente (del que señala su nombre y apellido), lo llega a golpear con una escoba en la cabeza y a patear vengándose de lo que le había hecho. Después, al llegar a su casa ensangrentado por lo sucedido, su madre lo golpea por pensar que se estaba drogando al ver sangre en su oreja, diciéndole él "perra, mira lo que me has hecho".En esta canción, Eminem se trata a sí mismo como el monstruo de Frankeinstein en las frases "a neck with bolts"(un cuello con tornillos) y "put a couple of screws up in my head"(pon un par de tornillos en mi cabeza).